# Grosses vollständiges Universal-Lexicon Aller Wissenschafften und Künste
Il Grosses vollständiges Universal-Lexicon Aller Wissenschafften und Künste (Lexicon universale approfondito e comprensivo di tutte le scienze e arti), noto anche come Zedlersches Lexicon o semplicemente Zedler, è la più monumentale enciclopedia realizzata nell'Europa del XVIII secolo, riprodotta dal 1731 al 1734 nelle città di Halle e di Lipsia.
L'opera è composta da 284.000 voci in ordine alfabetico, raccolte in 63.000 pagine, 64 volumi e ulteriori quattro supplementari. Le voci sono collegate tra loro da circa 276.000 riferimenti incrociati (spesso non fruibili). I volumi sono rilegati in pergamena e hanno un'altezza variabile dai 34 ai 36 centimetri. L'intera serie occupa una distanza di 4.30 metri.
Come il titolo completo suggerisce, gli estensori del testo si prefissero l'obiettivo di capitalizzare l'intero scibile umano noto fino a quell'epoca. Il titolo elenca trentatré soggetti tematici, afferenti a tre classi principali: biografie (circa 120.000 voci), geografia (73.000 voci) e sapere specialistico (circa 91.000). L'Universal Lexicon fu pubblicato nel 1731 dal libraio e tipografo Johann Heinrich Zedler, in concomitanza con la Fiera micaelica di Lipsia. Il 13 settembre 1730, prima della pubblicazione del primo volume, Zedler aveva già presentato alle autorità dell'Elettorato di Sassonia la richiesta di concedere il privilegio editoriale che tutelava dal rischio di ristampa dell'opera. Fu accusato di plagio, fatto oggi accertato per quanto riguarda la maggior parte delle voci dell'enciclopedia. A partire dal 1737, l'opera fu curata dal mercante lipsiano Johann Heinrich Wolf (n. 1690).

## I redattori
Contrariamente a quanto promesso all'inizio delle pubblicazioni, la maggior parte dei redattori preferì rimanere anonima. Nella prefazione al primo volume pubblicato nel 1731, si presentarono come le "nove Muse" responsabili di un certo numero di aree del sapere, assegnate in base alle rispettive competenze specialistiche. Fatte salve le accuse di plagio, da subito si pensò che difficilmente nove autori avrebbero potuto realizzare un'opera di tale portata, anche nel corso di venti anni di attività.
La maggior parte dei progetti editoriali di questo tipo condotti nel XVIII secolo è caratterizzato dal fatto che fossero indicati solamente l'editore e il primo e più importante degli autori. Era consuetudine che le singole voci non riportassero in calce il nome del loro redattore. Tuttavia, lo Zedler fu il primo progetto realizzato da un gruppo di studiosi che operano in autonomia, differenziandosi dall'organizzazione tradizionale che prevedeva che un direttore o primo autore dell'opera supervisionasse e coordinasse un gruppo di redattori anonimi. Inoltre, la scelta dell'anonimato fu rafforzata dalla accuse di plagio che fin da subito coinvolsero la pubblicazione.
La seconda novità dal punto di vista organizzativo fu la ripartizione del lavoro per argomento, in base all'area tematica di competenza. Fino ad allora, i volumi erano assegnati ai redattori secondo un mero criterio alfabetico. La nuova modalità permise una distribuzione più razionale ed efficiente del carico di lavoro.
Tuttavia, data la mole dell'opera, non mancarono duplicazioni di lemmi che erano tra loro sinonimi, ma che non erano stati collegati tramite un riferimento incrociato. Una parte dei redattori era "strettamente collegata alle Università di Halle e di Università di Lipsia". I capo redattori e coordinatori dell'opera furono:
- Jacob August Franckenstein (1689–1733) (Bände 1–2)
- Paul Daniel Longolius (1704–1779) (volumi da 3 a 18)
- Carl Günther Ludovici (1707–1778) (volumi da 19 a 64).

Pressoché nulla è noto riguardo a tutti gli altri. Heinrich Winkler si è detto certo che Friedrich August Müller, l'autore della "maggior parte delle voci mediche", fosse stato "con grande probabilità" anche l'autore delle voci a carattere filosofico.
Lorenz Christoph Mizler (1711–1778) affermò di aver scritto alcune voci di matematica.
Mentre era ancora in corso la disputa sulla paternità dei testi, Johann Heinrich Rother e Johann Christoph Gottsched furono scritturati dalla concorrenza come redattori di altre case editrici. Entrambi dichiararono pubblicamente e poi in forma scritta di non aver mai scritto alcunché per lo "Zedler" lexicon.
L'epiteto le "Nove Muse" era un escamotage per evitare il reato di plagio, presentando l'opera come un'imitazione originale, che inseriva nel contesto legittimo della tradizione poetica dell'imitatio dionisiaca, non penalmente perseguibile. Johann Peter von Ludewig (1668-1743) espose questi argomenti nella prima prefazione del lexicon universale.

## Contesto
All'epoca, erano già noti molteplici tentativi di raccogliere e sistematizzare l'intero scibile umano, ma si trattava di opere scritte di regola in latino, non nella lingua volgare, e quindi rivolte a un élite di intellettuali a tutto tondo. Al tempo di Zedler, erano già stati pubblicati il Lexicon Universale Historico-Geographico-Chronologico-Poetico-Philologicum di Johann Jakob Hofmann (1635-1706), o l'altrettanto monumentale e di notevole successo Encyclopaedia Cursus Philosophici di Johann Heinrich Alsted (1588–1638), che tuttavia non presentava ancora i contenuti in ordine alfabetico.

### Lessici nel mercato editoriale ai primi del XVIII secolo
Il Lexicon Universale non fu la prima opera enciclopedica in lingua tedesca a presentare le voci in ordine alfabetico. Più antichi ancora furono il Reale Staats- und Zeitungs-Lexicon del 1704, chiamato anche Lessico di Hübner, e l'Allgemeines Historisches Lexicon (Lessico Storico Generale) di Johann Franz Buddeus (1667–1729), stampato per la prima volta a Lipsia nel 1709. Nella prima metà del XVIII secolo, il numero di nuovi titoli per questo genere letterario aumentò molto rapidamente, soprattutto nell'ambito dei lessici particolari, mirati ad un soggetto tematico singolo. nel 1741 la sola casa editrice di Johann Friedrich Gleditsch aveva in cantiere la realizzazione di venti nuovi lessici. Lexicon e opere enciclopediche rappresentavano un mercato emergente e redditizio che risultava appetibile per molteplici editori, in concorrenza tra loro. Tale dato economico fomentò quanti si opponevano alla realizzazione di un lessico universale.

## Obiettivi
Il lessico si ispirava all'ideale illuministico di "promuovere l'interiorizzazione e la redistribuzione delle conoscenze acquisite", per migliorare la vita e il benessere dei lettori, presentandole in una forma compatta. Diversamente dai lexicon particolari, il testo si rivolgeva a un pubblico di laici eruditi, di un livello culturale medio-alto, piuttosto che ad una platea di lettori genericamente interessata ad un determinato argomento. Le conoscenze specialistiche e quelle generali sono presentate in una forma compatta e trattate in modo paritetico. Nell'opera trovano spazio anche argomenti come l'artigianato, le pulizie o il commercio, senza per questo perdere qualità rispetto al rigore scientifico e accademico che secondo Ludovici avrebbe dovuto essere costantemente la priorità di tutti i redattori.

## Prefazioni
La prefazione di sedici pagine al primo volume fu scritta dall'avvocato Johann Peter von Ludewig e conteneva indicazioni sul perimetro complessivo dell'opera, le circostanze in cui era stata creata e le norme vigenti all'epoca.
La prefazione al volume 19 fu la prima scritta dal nuovo editore Carl Günther Ludovici. Le prefazioni esistenti per i volumi 21 e 23 suggeriscono che esse fossero state pubblicate ogni due volumi. In queste tre prefazioni, Ludovici espone la propria concezione di lexicon, l'intento di migliorare gli articoli genealogici e geografici, di organizzare le voci in un modo più equilibrato, con riferimenti più puntuali indicanti non solo ai nomi degli scrittori, ma anche i titoli delle opere citate, ridimensionando la lunghezza di alcuni articoli e il tono "apologetico" di alcune voci teologiche, assimilate ad un sermone.

## Aspetto tipografico e visivo

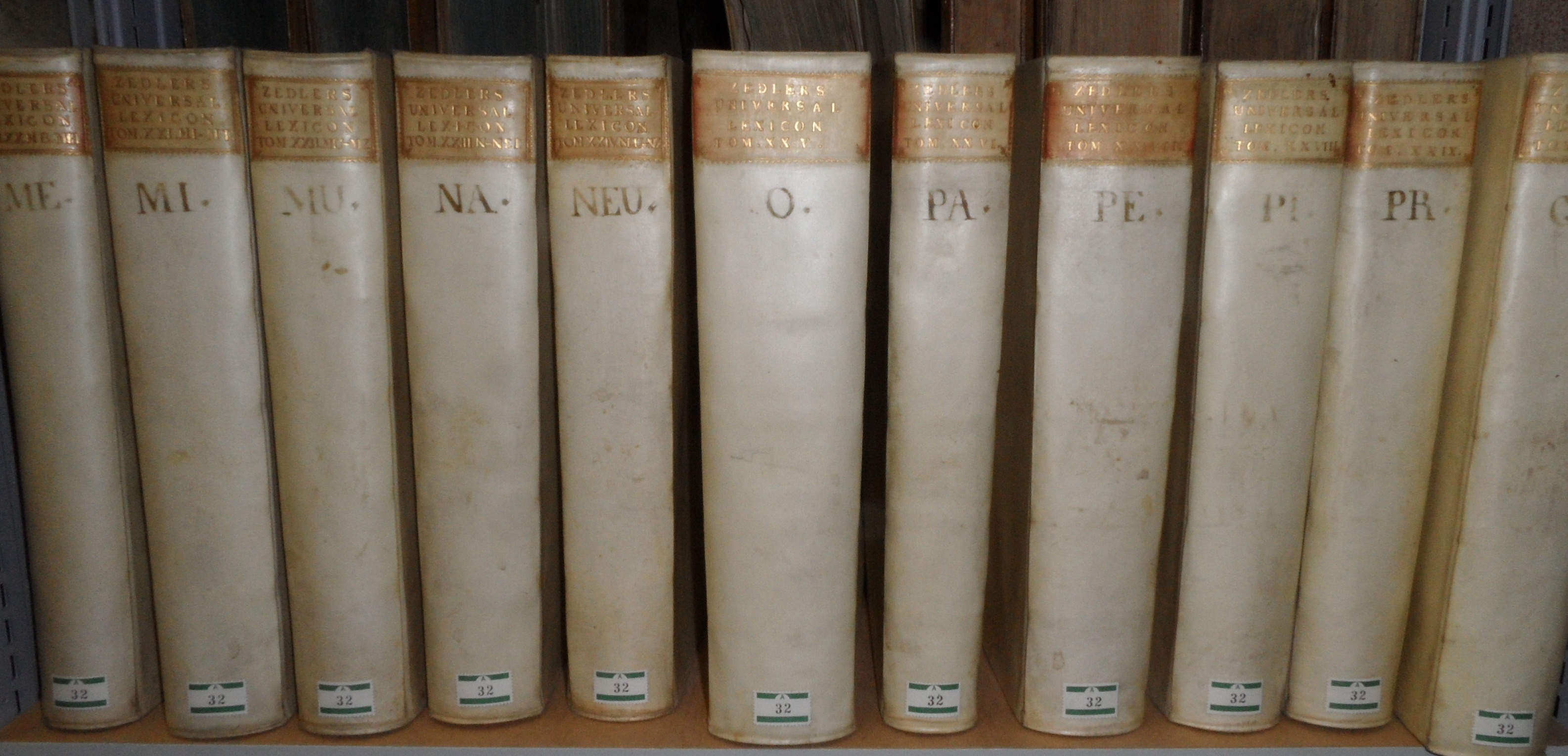
Lo Zedler Lexicon in alcune copertine datate

Le voci sono scritte in tre caratteri: fraktur, antiqua (per i testi latini) e corsivo. Le voci più lunghe erano Wolffische Philosophie (lunga 349 colonne, seguita dalla biografia di Christian Wolff (in 128 colonne). Oltre ai termini tecnici e specialistici, le voci del Lexicon Universale fanno un largo utilizzo di parole latine e greche. Col progredire dell'opera, la tendenza emergente è quella di abbandonare le lingue classiche a favore del volgare, tanto nella terminologia scientifica quanto nella volgarizzazione dei nomi propri di persona, precedentemente latinizzati.
I primi diciotto volumi contengono le voci relative alle prime dodici lettere dell'alfabeto, mentre quattordici delle lettere successive occupano i restanti quarantasei volumi. Nei primi volumi le citazioni sono presentate nel corpo del testo; in quelli seguenti, si evidenzia una maggiore grado di organizzazione formale. Vengono introdotti i numeri romani e i titoli di primo livello per suddividere le voci in sottosezioni, mentre i riferimenti bibliografici sono condensati alla fine delle voci. Nel tempo, i biografati iniziano ad avere una sezione specifica per le opere e la letteratura correlata, mentre i testi si concentrano di più sul contenuto delle opere, limitando le informazioni circa le condizioni di vita, il contesto famigliare e le preferenze personali dei soggetti delle voci.
Le rappresentazioni visive sono piuttosto rare, anche in coerenza con le note di Ludewigs alla prefazione del primo volume, nel quale riproduce la parola "lexicon" associandola a quella di Wörterbuch, così da assimilarlo ad un dizionario enciclopedico.
L'opera adotta anche una serie di contenuti non testuali, del tipo:
- diagrammi funzionali: di dieci linee al massimo, utilizzati con parsimonia, ad esempio per riprodurre con esattezza l'ordine dei posti a sedere del Reichstag tedesco;
- illustrazioni: introdotte a partire dal volume 18, sono immagini di carattere concettuale, non fattuale o storico, mirate a chiarire concetti. In larga misura, furono importate dal libro di Chirstian Wolff intitolato Allerhand Nützliche Versuche, dadurch zu genauer Erkäntnis der Natur und Kunst der Weg gebähnet wird, pubblicato in tre volumi ad Halle dal 1721 al 1723. Le immagini vengono adattate alle dimensioni della colonne nelle quali sono suddivisi i singoli fogli;
- alberi e diagrammi genealogici
- tavole di dedica (Widmung): molto diffuse dal 1732 al 1750, erano "quasi-gigantografie" dei mecenati ai quali erano dedicati i singoli volumi;
- incisioni in rame: raffiguranti soggetti allegorici e mitologici, si identificano almeno quindici differenti entità alle quali a partire dal volume 27 si aggiung eun nuovo motivo ogni quattro volumi.[26]

## Priorità
Dopo un focus negli ambiti della geografia, della genealogia,, delle biografie e della filosofia, nel volumem 32 Ludovici propone di approfondire gli aspetti genealogici mediante le tavole di Sosa-Stradonitz. La seconda parte del lexicon espone una terminologia filosofica che sarebbe divenuta solamente con gli scritti tedeschi di Wolff.

## Strategia di dedica
Il privilegio reale era la principale tutela economica degli editori contro il rischio di ristampe, traduzioni e violazioni del diritto d'autore. Le dediche dei singoli volumi erano scelte accuratamente nell'ottica di ottenere il privilegio tipografico e una forma di mecenatismo da parte della nobiltà al potere. Carlo VI d'Asburgo concesse a Zedler un privilegio esteso a tutto il Reich e così il primo volume fu dedicato all'imperatore e alla consorte Elisabetta Cristina.
Il secondo volume (pubblicato nel 1732) fu dedicato a Federico Guglielmo I il quale aveva concesso i privilegio per il Regno di Prussia. Grazie al suo sostegno, Zedlig trasferì la sede editoriale ad Halle, allorché l'Elettorato di Sassonia gli negò l'ambito privilegi ed egli dovette lasciare Lipsia, la più importante sede editoriale e tipografica all'inizio del XVIII secolo. I volumi seguenti rappresentarono le monarchie al di fuori dell'Europa: contenevano dediche ad Anna Ivanova, zarina di Russia (volume 4, datato al 1733), al re Giorgio II d'Inghilterra (volume 5, datato al 1733) e al re Luigi XV di Francia (volume 6, datato al 1733).
Gli altri volumi sono dedicati ai principi e ai dignitari della Sassonia e delle zone limitrofe, atti a garantire il loro supporto locale. Il figlio di Federico Guglilemo I ricevette due dediche, una volta come principe erede al trono di Prussia (volume 13, 1735) e poi nel volume 25 del 1741, successivamente all'incoronazione come Federico II.
La presenza di nomi di livello internazionale aveva anche la funzione secondaria di persuadere il lettore dell'importanza e del prestigio dell'opera. A restarne sorpresi negativamente furono gli altri editori di Lipsia e di Halle, davanti alla prima presentazione del Lexicon Universale.

## Reazioni

### Reazioni ufficiali

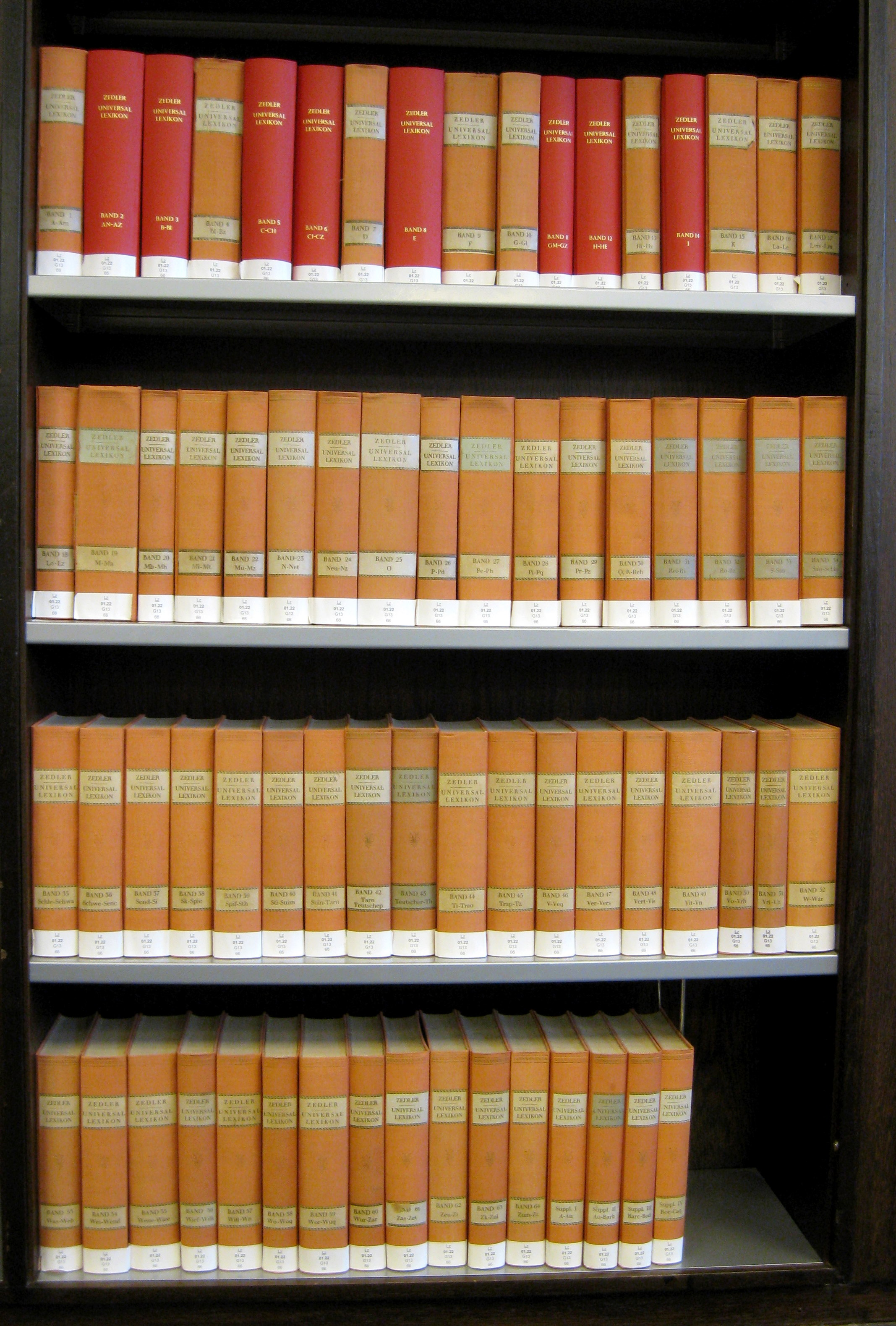
Zedler lexicon in una ristapa del 1964, consultabile in una biblioteca universitaria tedesca

Il 13 settembre 1730, Zedler chiese formalmente la concessione del privilegio editoriale innanzi al Concistoro di Dresda. La domanda fu impugnata dagli editori Johann Gottlieb Gleditsch e Thomas Fritsch, che avevano in corso di pubblicazione dei lessici particolari e temevano di essere copiati. Fritshc era in particolare preoccupato per il precedente dell' Allgemeinen Historischen Lexicon, che nel 1726 aveva ottenuto la concessione di un privilegio di dieci anni. La loro istanza fu accolta e Zedler fu interdetto dall'intraprendere qualsiasi attività tipografica e commerciale nella Sassonia, a pena di una multa di 300 talleri e della confisca dei volumi fino ad allora stampati.
Zedler ricevette due privilegi di stampa per il Lessico Universale nel 1731, ma limitatamente alla Prussia e al Reich, non per la Sassonia. Quando si presentò all'edizione micaelica della Fiera di Lipsia, in violazione del divieto, gli fu confiscata l'intera edizione. Grazie al privilegio prussiano, tuttavia, riuscì a pagare una multa decurtata a 100 talleri e gli fu permesso di inviare dal centro tipografico di Halle le copie prenotate da cittadini sassoni prima della pubblicazione dell'enciclopedia. Nel 1732 e nel 1733, Zedler fece ristampare il primo volume e il secondo, ma l'azione legale presentate dai suoi concorrenti, e in particolare l'elenco di migliaia di articoli copiati presentato dall'editore Fritsch, lo obbligarono a rivolgersi altrove. Si appoggiò all'attività di un collega e amico di Halle, Johann Peter von Ludewig, già autore della prefazione al primo volume, cancelliere dell'università, nonché direttore della tipografia dell'orfanotrofio nel quale veniva prodotto il lavoro di Zedler fino a quando non riprese la pubblicazione a Lipsia.
A causa delle difficoltà finanziarie e dell'aumento dei costi tipografici, il 7 marzo 1735 Zadler tentò di finanziarsi con una lotteria di libri, ma non riuscì a raccogliere la cifra necessaria. Impegnati i volumi 13 e 14, e minacciato di bancarotta, alla fine cedette a Johann Heinrich Wolff che nel 1737 apportò i capitali mancanti, assumendo la gestione dell'opera. L'anno successivo scadeva il privilegio di Fritsch per il lessico storico, motivo per il quale le autorità sassoni non ostacolarono più le attività di stampa e la distribuzione aperta di Zedler nella loro regione. La commissione sassone lo difese anche quando i volumi 17 e 18 del Lessico Universale furono ristampati da Johann Ernst Schultze di Hof.

### Reazioni non ufficiali
Dal 1732 al 1733, Zedler fu bersagliato da un'intensa campagna stampa denigratoria. Il 19 dicembre 1730, il Niedersächsischen Neuen Zeitungen von Gelehrten Sachen divulga il falso annuncio di un "lessico delle frodi" sul prenotazione delle copie, a cura di due editori di fantasia, tali Pierre e Peter Marteau. Zedle fu accusato di essersi fatto pagare in anticipo un numero di volumi maggiore di quelli poi effettivamente pubblicati e distribuiti, e di non aver restituito la differenza percepita indebitamente.
Nel 1732, fu pubblicato il testo satirico dal titolo Die Charlatanerie Der Buchhandlung, welche den Verfall derselben durch Pfuschereyen, Praenumerationes, Auctiones, Nachdrucken, Trödeleyen u. a.m. befördert. Von zwey der Handlung Beflissenen unpartheyisch untersuchet, che ripeteva le stesse accuse, aggiungendo che il lessico "era stato scritto con cura insieme ad altri lessici", e che, sebbene il diritto civile e quello canonico non prevedessero un reato specifico, di regola i testi appartenevano al loro primo autore.
Nel 1733, uscì in stampa un altro testo polemico al quale seguì il protrarsi del dibattito ben oltre il 1738, anno di scadenza del privilegio di Fritsch per il lessico storico e del divieto di ristampa in capo a Johann Ernst Schultze per il lessico universale.
In modo altrettanto ironico, nel 1733 il Lexicon Universale pubblica all'interno del volume 23 la voce Nachdruck derer Bücher (Ristampa dei loro libri), nel quale condanna la ristampa di titoli altrui, mentre la voce in questione era essa stessa una copia dell'Impartheyischen Gedancken.
Scaduti i diritti oggetto del contendere, quest'ultima puntata della vicenda fu ripresa nel 1742 da un articolo pubblicato dal fantomatico Peter Marteau a Colonia, nel quale si affermava che la stampa non autorizzati di testi tutelati dal privilegio era un crimine e un furto, un atto vergognoso e infame, contrario a tutte le norme del divino, del diritto naturale e di quello umano, sia civile che penale. Il volume riprendeva le accuse di plagio e violazione dei privilegi altrui, deridendo la scelta dei redattori di celarsi in un completo anonimato sotto il nome d'arte di "nove Muse".
I testi polemici, per nulla neutrali, non ebbero conseguenze sul piano giuridico. Rappresentano un'importante testimonianza storica delle parti copiate dell'enciclopedia e della consapevolezza di questo fatto increscioso fra i lettori coevi.